# الرومانية الكاثوليكية في تايلاند

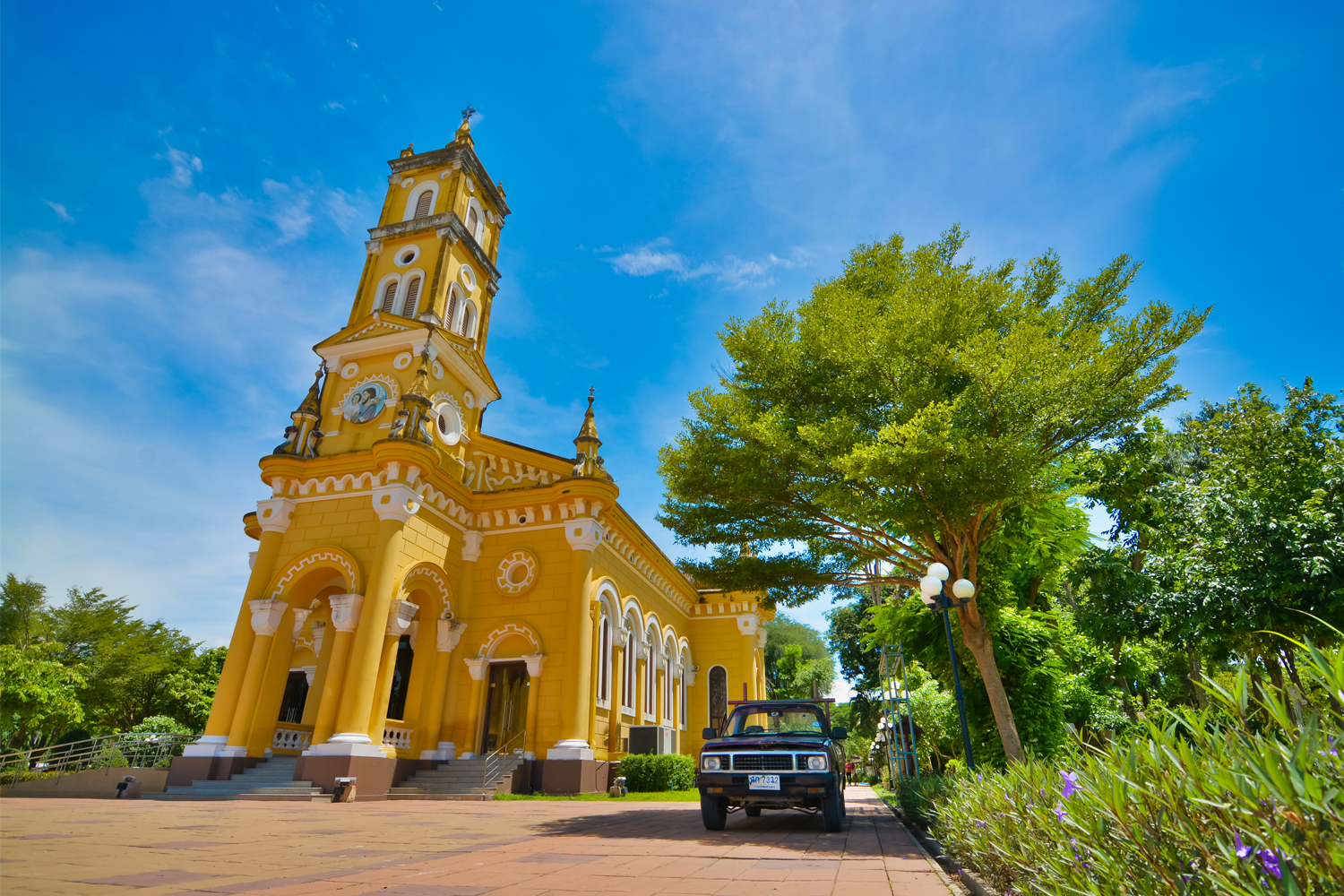
كنيسة القديس يوسف الكاثوليكية في مدينة أيوتايا التاريخية.

الكنيسة الكاثوليكية التايلاندية هي جزء من الكنيسة الكاثوليكية العالمية في ظل القيادة الروحية للبابا في روما ومجلس الأساقفة التايلاندي. وبحسب الإحصائيات الكنسيَّة المحلية تضم البلاد حوالي 292,000 مواطن كاثوليكي، أي حوالي 0.4% من مجمل السكان. ويتوزع كاثوليك البلاد على عشرة مطرانيات وعلى حوالي 436 أبرشية ويقوم على رعاياتهم حوالي 662 كاهن.
كان أولى المبشرين الكاثوليك كل من الراهب جيرونيمو دا كروز وسيباستياو دا كانتو وهم من الرهبان الدومنيكان، وقد جاؤوا البلاد في عام 1567. وقتلوا من قبل البورميين في عام 1569. في وقت لاحق، وصل الرهبان الفرنسيسكان واليسوعيون. وعرفت القرن السابع عشر والقرن الثامن عشر والقرن التاسع عشر فترات متناوبة من التسامح والاضطهاد من قبل حكام مملكة سيام. في بداية القرن العشرين ضمت البلاد حوالي 23,000 من أتباع الكنيسة الكاثوليكية وأمتلكوا خمسة وخمسين من الكنائس والمصليات، وممثلي الرهبانيات، والمؤسسات الاجتماعية والتربويَّة (دور الأيتام والمدارس والمعاهد الدينية والكليات). وصل العديد من المبشرين الكاثوليك المملكة في النصف الأول من القرن العشرين. وفي 22 أكتوبر من عام 1989، تم ضرب المربي الكاثوليكي فيليب سيفونغ أونفيتاك إلى جانب ستة من الراهبات والرجال العاديين، والذين أعدمتهم الشرطة التايلانديَّة خلال الحرب الفرنسية التايلانديَّة عام 1940، بسبب الاشتباه في أنهم جواسيس فرنسيون، وتم تطويبهم لاحقاً كشهداء تايلاند.